# Sundamys maxi
Sundamys maxi is een knaagdier uit het geslacht Sundamys dat voorkomt in de hooglanden van West-Java. Deze soort is een grote bruingrijze rat met een lange staart en een zachte vacht. Hij is lichter van kleur dan S. infraluteus. De kop-romplengte bedraagt 218 tot 270 mm, de staartlengte 258 tot 309 mm, de achtervoetlengte 52 tot 55 mm, de oorlengte 24 tot 28 mm en de schedellengte 56 tot 62 mm. S. maxi behoort tot de endemische Muridaefauna van Java, samen met Mus vulcani, Niviventer cremoriventer, Maxomys bartelsii, Kadarsanomys sodyi en Pithecheir melanurus (in totaal de helft van de inheemse Muridae van het eiland).
Müllers rat (Sundamys muelleri) (ondersoorten: Sundamys muelleri muelleri · Sundamys muelleri validus) · Sundamys annandalei · Sundamys infraluteus · Sundamys maxi